# Битва при Альхесирасе (1278)
Битва при Альхесирасе — морское сражение, которое произошло 25 июля 1278 года. В битве сошлись флоты Королевства Кастилия под командованием адмирала Кастилии Педро Мартинеса де Фе и объединённые флоты династии Маринидов и династии Насридов под командованием Абу Якуба Юсуфа ан-Насра. Битва произошла в контексте мавританских военно-морских экспедиций на Пиренейский полуостров. Битва, которая произошла в Гибралтарском проливе, завершилась победой мусульман.
Это сражение совпало с одновременной осадой города Альхесирас, которая длилась с 1278 по 1279 год и находилась под командованием инфанта Санчо. Позже в 1279 году кастильский принц отказался от осады, положив конец первому действию долгой битвы за Гибралтарский пролив.

## История
В 1275 году маринидский султан Абу Юсуф Якуб ибн Абд аль-Хакк высадился на полуострове, командуя армией, со стратегической целью занять город Тарифа. На этом пути он непосредственно участвовал в различных действиях, в том числе в битве при Эсихе.
К 1278 году король Кастилии Альфонсо X отправил большой флот из Севильи с целью блокады того же города. Флот, состоявший из более чем 100 кораблей различных типов, находился под командованием Ордена Пресвятой Девы Марии Испанской, военно-религиозного испанского ордена, который был сосредоточен на морской войне. Флотом командовал адмирал Кастилии Педро Мартинес де Фе. Султан Маринидов работал над созданием собственного флота из 72 кораблей и был усилен небольшим флотом из 12 кораблей, присланным эмиром Гранады Мухаммедом II.
Как только эти два флота были объединены, мусульманские флоты признали тактическое преимущество, увидев, что кастильский флот был в плохом состоянии, так как многие члены его экипажа страдали от приступа цинги. Они решили атаковать 25 июля, и действие произошло у берегов Альхесираса и привело к практическому уничтожению всего кастильского флота.

## Последствие
Большая часть ответственности за уничтожение кастильского флота легла на инфанта Педро, который присвоил большую часть флота и налоговое финансирование осады и обрек его на серьёзные проблемы со снабжением . Король Альфонсо X, однако, не смог наказать своего сына и вместо этого решил обвинить в неудаче флота еврейских сборщиков налогов Ишака де ла Малеха, приказав его арестовать, присвоив все его активы и приказав казнить.
Смущение после битвы привело к последующей неактуальности Ордена Пресвятой Девы Марии Испанской, который был объединен с Орденом Сантьяго в 1280 году после того, как ряды этого ордена были уничтожены в битве при Моклине. После присоединения к Ордену Сантьяго Орден Пресвятой Девы Марии Испанской прекратил свое существование.